# Pfarrkirche Nußdorf (Nußdorf-Debant)

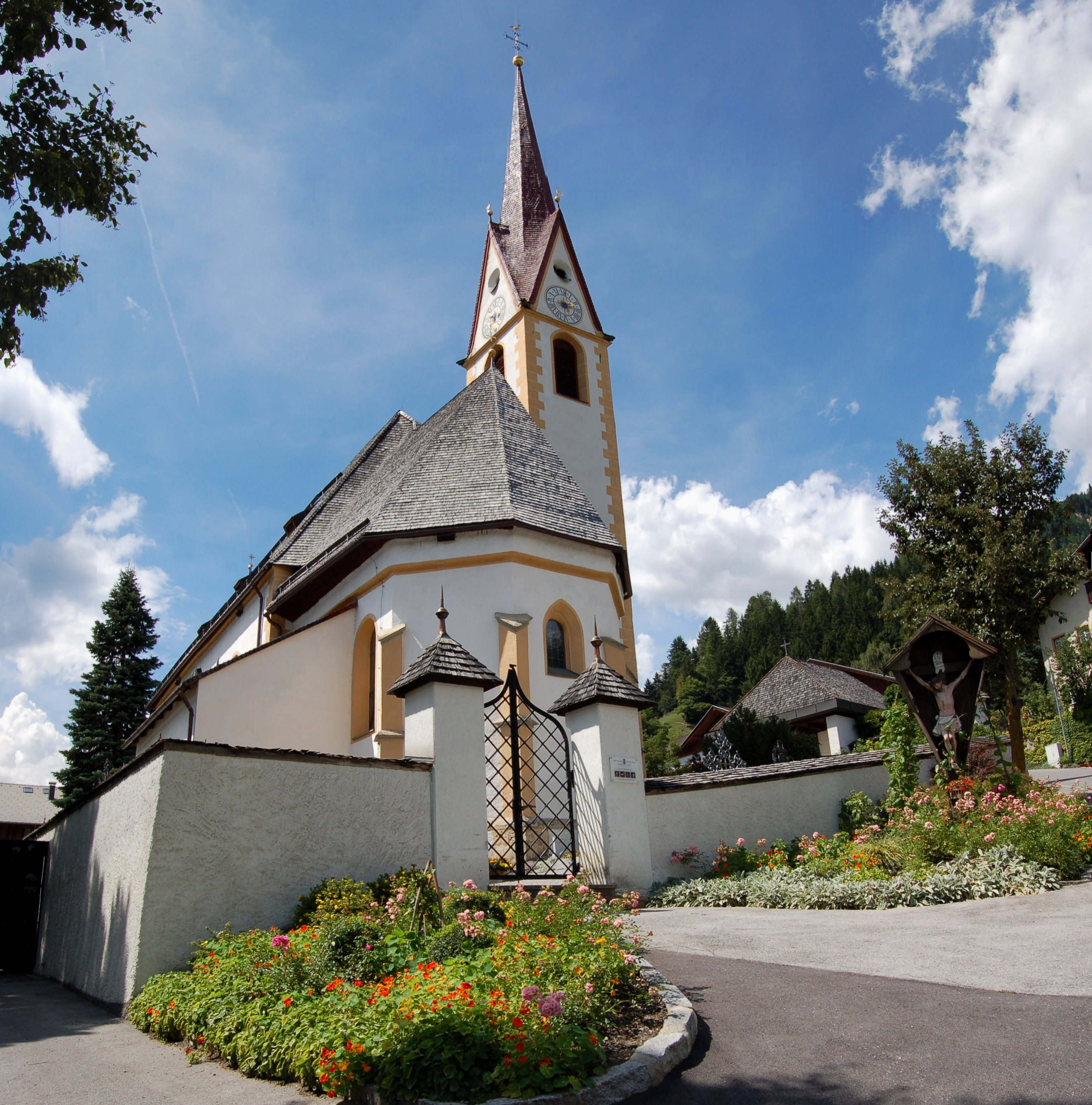
Nußdorfer Pfarrkirche

Die römisch-katholische Nußdorfer Pfarrkirche ist eine der zwei Pfarrkirchen in der politischen Gemeinde Nußdorf-Debant (Osttirol). Sie ist der Heiligen Helena geweiht. Die Kirche im Ortsteil Nußdorf wurde 1274 erstmals urkundlich erwähnt und 1785 zur Pfarrkirche erhoben. Sie gehört zum Dekanat Lienz (Diözese Innsbruck) und steht unter Denkmalschutz (Listeneintrag).

## Geschichte

### Frühe Kirchengeschichte

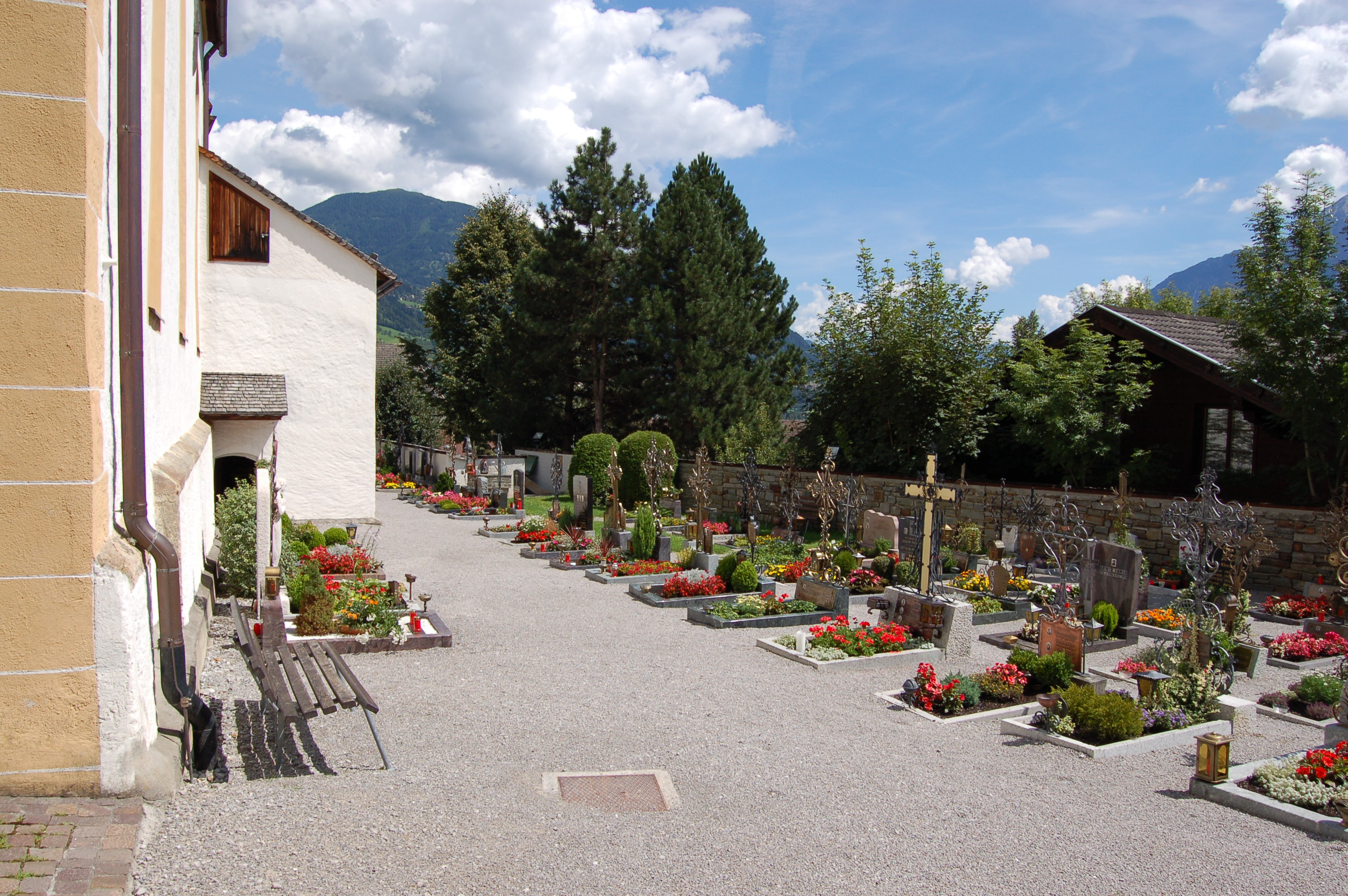
Der Friedhof der Nußdorfer Pfarrkirche

Nußdorf war über Jahrhunderte Bestandteil der Pfarre Dölsach, die 1242 erstmals urkundlich erwähnt wurde. Auf Grund des Patroziniums zum Heiligen Martin wird jedoch eine wesentlich frühere Gründung angenommen. Die Pfarre Dölsach umfasste im Hochmittelalter die heutigen Gemeindegebiete von Dölsach, Iselsberg-Stronach, Nußdorf-Debant, Gaimberg und Leisach sowie die Ortschaft Bannberg und unterstand dem Salzburger Erzbischof. Die Nußdorfer Kirche stand daher lange Zeit im Range einer von der Pfarre Dölsach abhängigen Filialkirche. 
Die Gründungsgeschichte der Nußdorfer Kirche ist nicht überliefert. Erstmals urkundlich erwähnt ist ihre Existenz im Jahr 1274. In diesem Jahr schenkte Heinrich Suewus aus Nußdorf dem Helenaltar einen Acker. Die Stiftung sollte ein Ewiges Licht unterhalten. 1355 stiftete Katharina, die Witwe des Friedrich Murgot, der den Ansitz Staudach erworben hatte, der Kirche Acker, Egarte und Obstgärten in Nußdorf. Die Kirche St. Helena war im Mittelalter eine Rechtspersönlichkeit, die Vermögen besitzen und ankaufen konnte. 1404 verkaufte beispielsweise eine Lienzer Bürgersfrau der Kirche ein kleines Gut beim „Maras“. 1447 kauften die Zechmeister der Nußdorfer Kirche ein Gut auf dem Gaimberg für St. Helena. Der in der Urkunde erwähnte Zechmeister „Christian Zimmermann unter dem Freithof“ belegt, dass die Filialkirche bereits Mitte des 15. Jahrhunderts einen eigenen Friedhof besessen hatte.
Nachdem in der Nußdorfer Kirche 1457 ein Seitenaltar eingeweiht worden war, weihte Pietro Carlo von Caorle, Weihbischof des Patriarchen von Aquileia, 1485 im Auftrag des Salzburger Erzbischofs den Hauptaltar und Chor des Gotteshauses ein. 1516 wurde die Filialkirche von Bischof Berchtold von Chiemsee im Auftrag des Salzburger Bischofs neuerlich geweiht. Da größere Umbauarbeiten eine Entweihung und nach der Fertigstellung eine Wiedereinweihung durch einen Bischof notwendig machen, legen die Weiheurkunden von 1485 und 1516 den Schluss nahe, dass die Nußdorfer Kirche zwischen 1457 und 1516 neu errichtet oder erweitert worden ist.
Ein kirchlicher Kontrollbericht aus dem Jahr 1524 überliefert, dass die Kirche St. Helena zu dieser Zeit das Begräbnisrecht besessen hatte und in der Kirche die Heilige Eucharistie aufbewahrt werden durfte. Bei der Visite der Pfarre Dölsach wurde 1614 festgehalten, dass die Kirche über einen zweiten Altar verfügte, der der Mutter Gottes geweiht war. Eine Messe mit Predigt durfte zu dieser Zeit am Patroziniumsfest und am Kirchweihfest abgehalten werden. Die Dölsacher Pfarrmessordnung von 1622 belegt zudem, dass in Nußdorf jeden dritten Sonntag und an einzelnen Donnerstagen Messen gelesen wurden. Bei seinen Aufgaben wurde der Dölsacher Pfarrer von einem Hilfspriester unterstützt, der vor allem die Filialkirchen betreute.

### Erhebung zur Lokalkaplanei und Pfarre
Die Reorganisation des Pfarrwesens durch Kaiser Joseph II. wirkte sich auch auf die Nußdorfer Filialkirche aus, die am 16. April 1785 zur Lokalkaplanei mit einem ortsfesten Priester erhoben wurde. Der Sprengel der Kaplanei umfasste die Gemeinden Obernußdorf und Unternußdorf. Ursprünglich sollte der Kaplanei auch Grafendorf unterstehen. Da der Ort jedoch über eine eigene Kirche verfügte und zudem die Kapazität der Nußdorfer Kirche nicht für eine so große Bevölkerung ausreichte, wurde in Grafendorf 1786 eine eigene Lokalkaplanei eingerichtet. Zum Lokalkaplan von Nußdorf wurde Pater Christian Drescher aus dem aufgehobenen Lienzer Karmeliterkonvent ernannt, der seinen Sold von 300 Gulden pro Jahr aus dem Religionsfonds erhielt. Die Errichtung des Widum für den Priester wurde von den Gemeinden Ober- und Unternußdorf finanziert, die sich zur Errichtung einer Wohnung „mit 3 zu heizenden Stuben, 2en Kammern, einem kleinen Keller, Küche, Krautkeller und Speißgewölbe“ verpflichteten. Dafür erhielten die beiden Gemeinden das Patronatsrecht über die Kaplanei. Eine kirchliche Eingemeindung der Orte Grafendorf, Ober- und Untergaimberg lehnten die Gemeindevertreter ausdrücklich ab. Dafür baten sie gewisse Häuser in Richtung Dölsach sowie den Bereich des Debanttals der Kaplanei Nußdorf zuzuschlagen. Lediglich jene Debanttaler Wohnhäuser, die näher bei Iselsberg lagen, sollten dem dortigen Kirchensprengel zugeteilt werden.
Nachdem Nußdorf jahrhundertelang zur Erzdiözese Salzburg gehört hatte, verlor Salzburg die Pfarren auf Osttiroler Boden 1808 und 1814 provisorisch an die Diözese Brixen. 1818 wurde dies zu einer dauerhaften Lösung. Während der Zugehörigkeit zur Diözese Brixen wurde die Nußdorfer Kirche 1891 zu einer eigenständigen Pfarre erhoben, nachdem sie zuvor noch in lockerer Abhängigkeit zur Pfarre Dölsach gestanden hatte. 1921 wurde die Pfarre mit dem gesamten Osttiroler Gebiet von der Diözese Brixen abgekoppelt und der neugeschaffenen Apostolischen Administratur Innsbruck-Feldkirch unterstellt, die 1964 zur Diözese Innsbruck erhoben wurde. Da die zur Gemeinde Nußdorf-Debant gehörende Ortschaft Debant nach dem Zweiten Weltkrieg stark wuchs, wurde in der Ortschaft am 15. September 1967 das zur Pfarre Nußdorf gehörende Pfarrvikariat zum Heiligen Geist in Debant gegründet. Die Einweihung der Vikariatskirche Debant fand am 16. Oktober 1977 statt. Im Jahr 2000 wurde das Pfarrvikariat Debant zur selbständigen Pfarre erhoben und aus der Pfarre Nußdorf ausgegliedert.

## Bauwerk

### Baugeschichte

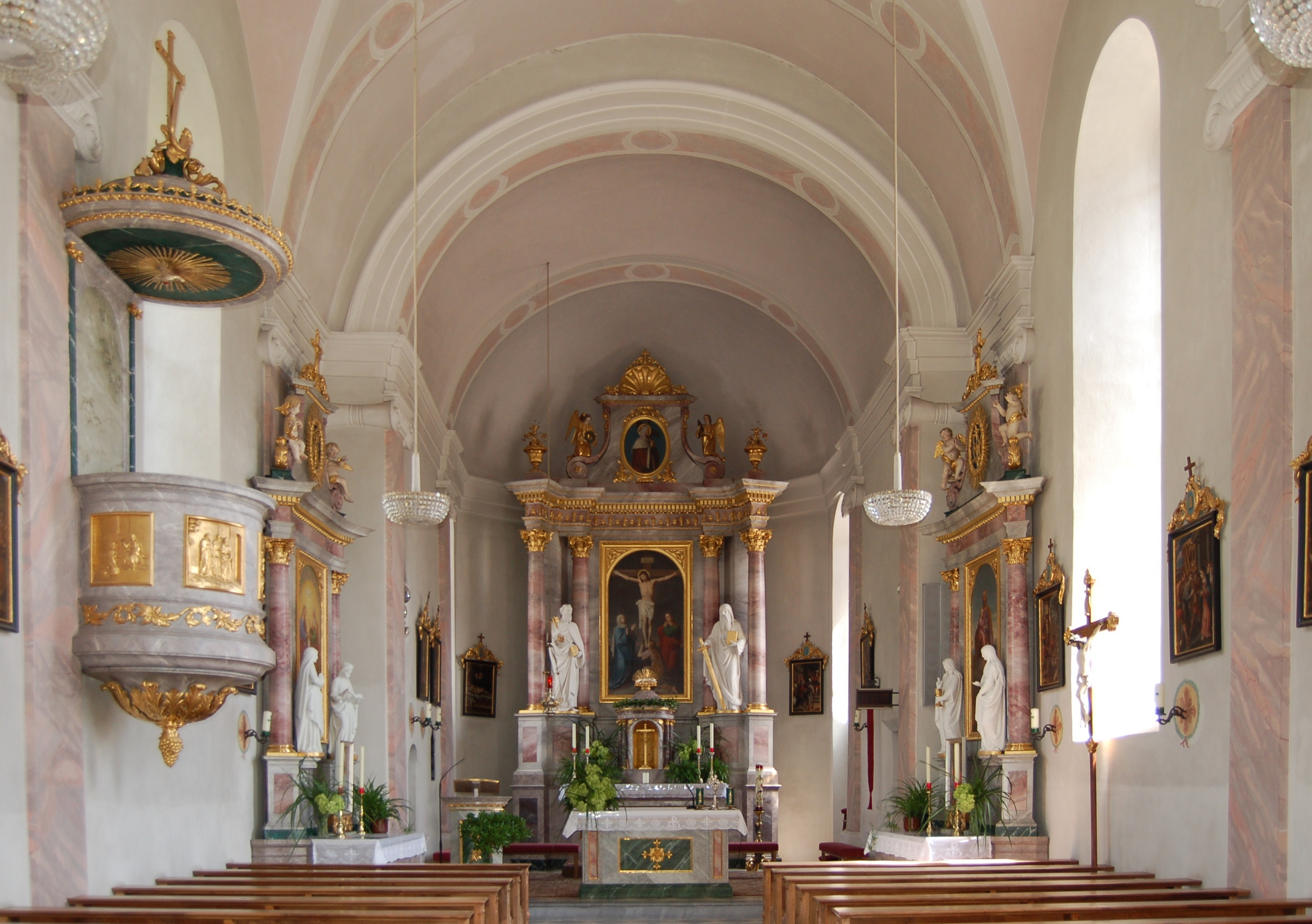
Blick in den Innenraum

Über das Aussehen des ursprünglichen Kirche im 13. Jahrhundert gibt es nur Spekulationen. Die Landkirchen bestanden zu dieser Zeit in der Regel aus einem einschiffigen Langhaus und einem abgesetzten Rundbogenchor. Da es sich bei der Kirche lediglich um eine Filialkirche handelte, war der Bau mit Sicherheit nicht groß. Ob in der heutigen Bausubstanz noch romanisches Mauerwerk vorhanden ist, konnte bis heute nicht geklärt werden. Das heutige Langhaus stammt vermutlich aus der Mitte des 15. Jahrhunderts, da die Weihe eines Seitenaltars, der mit Sicherheit im Langhaus lag, aus dem Jahr 1457 überliefert ist. 1485 wurden der polygone Chor und der Hauptaltar fertiggestellt. In der zweiten Hälfte des 17. Jahrhunderts scheint die Kirche nach Westen erweitert worden zu sein. 1676 war der Baumeister Veit Schlemmer für seine Tätigkeiten entlohnt worden, 1682 sind Holzlieferungen für den Dachstuhl urkundlich belegt. 1692 wurde eine neue Uhr am Kirchturm angebracht. Die Umgestaltung des Innenraums war bereits Mitte des 17. Jahrhunderts erfolgt. 1650 war der Lienzer Maler Johann Hofmann der Ältere beauftragt worden, den Altar und den Tabernakel neu zu fassen und ein Altarbild zu gestalten. In der ersten Hälfte des 19. Jahrhunderts wurde der Innenraum der Kirche klassizistisch umgestaltet.

### Bauwerksstruktur

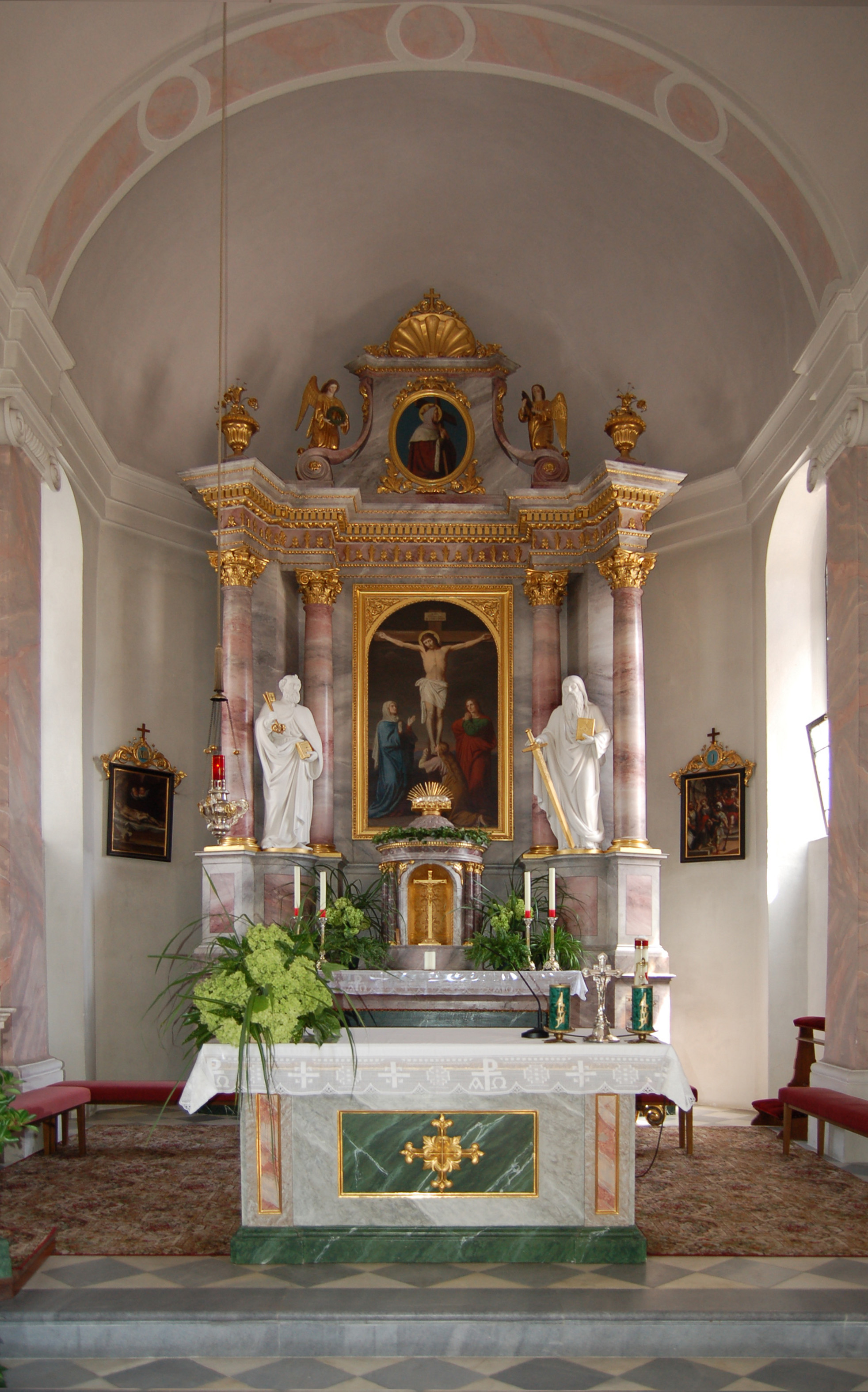
Hauptaltar

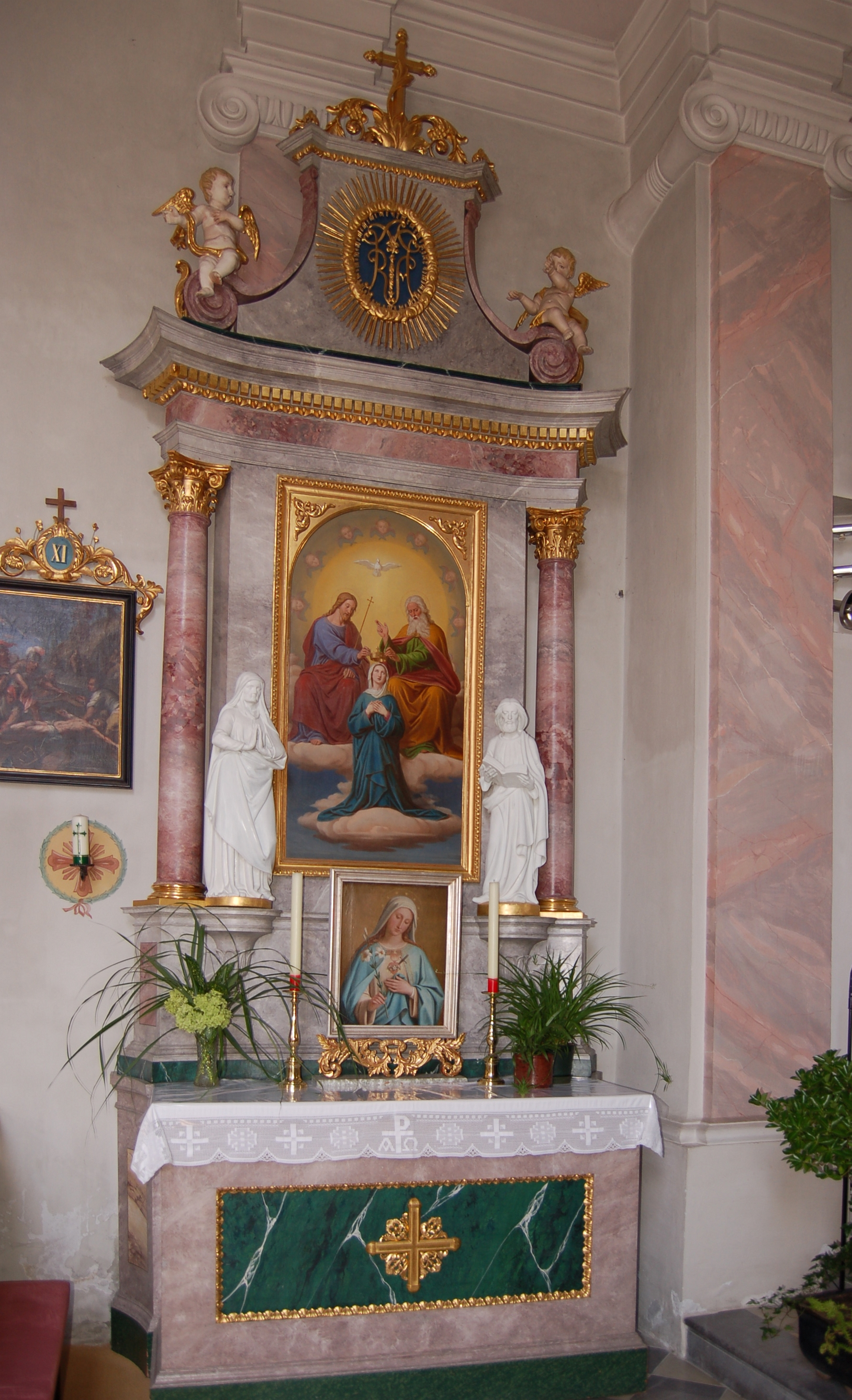
Linker Seitenaltar

Das Kirchengebäude der Nußdorfer Pfarrkirche besteht aus einem Langhaus ohne Gliederung und einem abgesetzten polygonalen Chor mit einfach getreppten, gebrochenen Strebepfeilern und gestuftem Sockel. Von den spitzbogigen Fenstern wurde eines zugemauert. Die Mauern des Chors kragen über die Fenster über eine Hohlkehle hinaus. Die Sakristei wurde an den Chor angebaut, darunter liegt ein Kapellenraum mit Kreuzgratgewölbe und einem kleinen Barockaltar. Der Kirchturm in gotisierender Form wurde mit spitzbogigen Schallfenstern, kleinen Rundfenstern in Giebelfeldern sowie einem achtseitigen Spitzhelm ausgeführt.
Der Innenraum der Nußdorfer Pfarrkirche wurde in der ersten Hälfte des 19. Jahrhunderts klassizistisch umgestaltet. Er besteht aus einem Langhaus mit drei Jochen, wobei die klassizistisch gestalteten, flachen Pilaster mit Halbkapitell in jonischer Form ausgeführt sind. Darüber befindet sich ein Tonnengewölbe mit Stichkappen. Der Chorbogen ist in runder Form ausgeführt. An den Chorbogen schließt sich ein leicht eingezogenes, einjochiges Presbyterium mit einem 3/8-Abschluss und Außenmauern aus der gotischen Zeit an. Das konachförmige eingewölbte Gesims setzt beim runden Chorbogen an und umläuft das gesamte Presbyterium. Im rückwärtigen Teil der Kirche befindet sich eine Doppelempore auf Säulen. Die geschwungenen Brüstungen lassen die ehemalige barocke Ausgestaltung erahnen. Die ehemals spitzbogigen Fenster sind heute mit Rundbögen abgeschlossen.

### Ausgestaltung des Innenraums
Die Seitenaltäre wurden Mitte des 19. Jahrhunderts von Josef Steiner aus Nikolsdorf geschaffen, die Altarblätter stammen von Kaspar Jele aus Innsbruck. Der Hauptaltar besteht aus Säulen, einem Gebälk und einem Aufsatz und trägt eine Fassung, die an Marmor erinnert. Das Altarbild zeigt die Kreuzigung Jesu Christi mit seiner Mutter Maria und dem Heiligen Johannes. Darüber zeigt das ovale Bild im Aufsatz die Kirchenpatronin Helena. Das Altarbild wird von Statuen der Heiligen Petrus und Paulus in Alabasterfassung flankiert. Die Seitenaltäre sind einfach mit Säulen, geradem Gebälk und Volutenaufsatz mit Putti ausgeführt. Der linke Seitenaltar zeigt ein Bild der Krönung Marias eingerahmt von zwei auf Grund fehlender Attribute unbestimmten Heiligenfiguren, das Altarbild des rechten Seitenaltars stellt den heiligen Josef mit dem Jesuskind und Johannes den Täufer dar und ist mit dem Jahr 1866 datiert. Während die linke Altarstatue die heilige Barbara mit Kelch darstellt, ist die zweite Statue ebenfalls eine unbestimmte Heiligenfigur. Weitere Ausstattungen der Kirche sind Schutzengel in Schwebehaltung nach dem Vorbild von Johann Paterer sowie eine Kanzel im Empirestil mit drei Reliefs. Gewölbemalereien, die im Jahr 1930 von August Veiter geschaffen worden waren, wurden bei einer Renovierung entfernt. Sie zeigten im Chor den Guten Hirten und das Lamm Gottes, im Langhaus die heilige Helena beim Auffinden des Kreuzes und die Pfarrgemeinde bei der Anbetung der Mutter Gottes und Christus als König.
Die Orgel der Pfarrkirche dürfte um das Jahr 1700 geschaffen worden sein und könnte aus der Werkstatt des Südtiroler Kirchenbauers Siasl stammen. Sie befand sich ursprünglich im Kloster der Karmeliter in Lienz und wurde um 1800 von den Patronatsgemeinden für 100 Gulden erworben. Die Orgel verfügt über ein Manual von 3½ Oktaven und neun Register. Die beiden Statuen auf der Orgel stammen aus Gröden und wurden von der Pfarre 1985 von der Werkstatt Senoner erworben.